# Nhà Trần (Trung Quốc)
Nhà Trần (giản thể: 陈朝; phồn thể: 陳朝; bính âm: Chén cháo) (557-589), đôi khi gọi là Nam triều Trần (南朝陳), là triều đại thứ tư và cuối cùng trong số các triều đại thuộc Nam triều thời kỳ Nam-Bắc triều ở Trung Quốc, cuối cùng bị nhà Tùy tiêu diệt.
Khi triều đại này được Trần Bá Tiên (Vũ Đế) thành lập năm 557. Quốc gia này rất yếu, chỉ chiếm một phần nhỏ lãnh thổ đã từng thuộc về triều đại trước đó là nhà Lương – và trên lãnh thổ đó những cuộc chiến đã làm nhà Lương suy sụp cũng đồng thời tàn phá tất cả những thứ khác. Tuy nhiên, những người kế vị của Trần Vũ Đế là Trần Văn Đế và Trần Tuyên Đế lại là những vị hoàng đế có năng lực, và vì thế nhà nước này dần dần thống nhất và vững mạnh thêm, trở thành ngang hàng về sức mạnh trước các đối thủ như nhà Bắc Chu và nhà Bắc Tề.
Tuy nhiên, sau khi Bắc Chu tiêu diệt Bắc Tề năm 577 thì nhà Trần bị dồn vào thế bí do bại trận trong cuộc tranh chấp miền bắc với Bắc Chu. Bên cạnh đó, vị hoàng đế cuối cùng của nhà Trần là Trần Thúc Bảo lại không có tài năng và cả tin, và cuối cùng nhà Trần đã bị triều đại kế tục nhà Bắc Chu là nhà Tùy xóa sổ năm 589.
Nhà Trần là triều đại cuối cùng của Nam triều, cũng là triều đại cuối cùng trong Lục triều (cùng với Đông Ngô - Đông Tấn - Lưu Tống - Nam Tề và nhà Lương) cai trị vùng Giang Nam, đóng đô ở Kiến Khang; tính từ khi Tôn Quyền xưng vương, tất cả kéo dài gần 400 năm.

## Lịch sử

### Trần Bá Tiên lập nhà Trần
Tháng 10 năm thứ hai niên hiệu Thái Bình của nhà Lương (ngày 6 tháng 10 năm 557, tức ngày 12 tháng 11 năm 557), Hoàng đế Cảnh Đế nhà Lương là Tiêu Phương Trí đã nhường ngôi cho Trần Bá Tiên, khi đó đã là Trần Vương. Trần Bá Tiên lên ngôi Hoàng đế vào ngày 10 tháng 10 Vĩnh Định nguyên niên (tức ngày 16 tháng 11 năm 557), lập nên triều đại nhà Trần.

### Ổn định phương nam
Khi nhà Trần mới thành lập (năm 557), triều đình phải đối mặt với sự xâm lược từ phương Bắc, tình thế vô cùng nguy cấp. Hoàng đế khai quốc Trần Bá Tiên dẫn quân đánh bại kẻ địch, giúp tình hình ổn định hơn. Trần Bá Tiên qua đời năm 559, do con trai còn sống duy nhất là Trần Xương đang làm con tin ở Bắc Chu, cháu trai ông là Trần Văn Đế Trần Thiến lên ngôi. Văn Đế lần lượt tiêu diệt các thế lực cát cứ và loại bỏ thói xa hoa của triều đại trước là nhà Lương, khiến chính trị nhà Trần dần ổn định. Năm Thiên Khang nguyên niên (năm 566), Văn Đế băng hà, di chiếu truyền ngôi cho Thái tử Trần Bá Tông, nhưng đến năm 568, Trần Húc nhân danh Trương Thái hậu của Trần Bá Tiên, phế Trần Bá Tông và giáng xuống làm Lâm Hải vương. Sau đó, Húc xưng là Tuyên Đế, cải niên hiệu thành Thái Kiến. Tuyên Đế tiếp tục thực thi chính sách giảm nhẹ thuế khóa của Văn Đế, giúp kinh tế Giang Nam dần hồi phục.

### Thái Kiến Bắc phạt
Dưới thời Trần Tuyên Đế, nhà Trần cố gắng kết giao với Bắc Chu để cùng tấn công Bắc Tề. Năm Thái Kiến thứ tư (572), nhà Bắc Chu và nhà Trần trao đổi sứ giả. Trong hai năm sau đó, Trần Tuyên Đế cử Ngô Minh Triệt làm Chinh thảo đại đô đốc, thống lĩnh mười vạn quân Bắc phạt đánh Bắc Tề, chiếm lĩnh các thành Hoài, Âm, Tứ. Các thế lực trung thành với nhà Lương như Vương Lâm, cũng như những thế lực bán độc lập trỗi dậy vào cuối thời Lương như Hùng Đàm Lãng, Chu Địch, Lưu Dị, Trần Bảo Ứng đều lần lượt bị tiêu diệt.
Năm Thái Kiến thứ chín (577), Bắc Chu tiêu diệt Bắc Tề. Năm sau, quân Bắc Chu và quân Trần giao chiến ác liệt tại Lữ Lương, quân Trần thất bại, Ngô Minh Triệt bị bắt, Trần mất vùng phía nam sông Hoài, các châu quận phía bắc Trường Giang đều rơi vào tay Bắc Chu, tái lập cục diện Nam Bắc đối đầu hai bờ Trường Giang.

### Tùy diệt Trần
Ngày 10 tháng Giêng năm Thái Kiến thứ mười bốn (ngày 17 tháng 2 năm 582), Trần Tuyên Đế băng hà. Ngày 11 tháng Giêng (ngày 18 tháng 2 năm 582), Thủy Hưng vương Trần Thúc Lăng tạo phản nhưng thất bại, bị giết. Ngày 13 tháng Giêng (ngày 20 tháng 2 năm 582), Thái tử Trần Thúc Bảo kế vị, tức Trần Hậu Chủ.
Trần Hậu Chủ không quan tâm triều chính, chỉ đắm chìm trong rượu chè và sắc dục, khiến chính trị nhà Trần suy yếu. Ông cũng chủ quan dựa vào thiên hiểm của Trường Giang mà không lo phát triển thực lực, chỉ cố thủ bị động. Trong khi đó, tại phương Bắc, Tùy Văn Đế – người sáng lập nhà Tùy – tích cực chuẩn bị tiêu diệt nhà Trần.
Ngày 20 tháng Giêng năm Trinh Minh thứ ba (ngày 10 tháng 2 năm 589), Trần Hậu Chủ bị Hàn Cầm Hổ – tướng nhà Tùy – bắt giữ. Cuối cùng, nhà Trần bị diệt vong trong cuộc Nam chinh của nhà Tùy, hoàn thành đại nghiệp thống nhất Nam Bắc.

## Văn hóa
Kiến Khang, kinh đô của nhà Trần, là một trung tâm văn hóa, chính trị và tôn giáo quan trọng, thu hút các thương nhân và các nhà sư Phật giáo từ Đông Nam Á và Ấn Độ. Văn hóa của các triều đại Nam triều đạt đến đỉnh cao trong thời nhà Trần. Về văn học, Từ Lăng (tiếng Trung: 徐陵) là một nhà văn có ảnh hưởng trong thời nhà Trần, với tuyển tập văn học "Ngọc Đài Tân vịnh" được lưu truyền qua nhiều thế hệ. Một trong những chương nổi tiếng nhất của "Ngọc Đài Tân vịnh" là "Khổng Tước đông nam phi" , nghĩa là "Chim công bay về phía đông nam". Về nghệ thuật, "Tục Hoạ Lục phẩm" của Diêu Tối (tiếng Trung: 姚最) có ảnh hưởng lớn nhất.
Khi Trần Bá Tiên lên ngôi hoàng đế, ông ngay lập tức thực hiện các bước để chính thức công nhận Phật giáo, khi trưng bày một xá lợi được cho là răng của Phật và tổ chức một lễ hội Phật giáo lớn. Ông cũng, theo gương của Lương Vũ Đế, từng một lần dâng mình cho Phật. Ông đã nhiều lần yêu cầu nhà nước kế vị Tây Ngụy là Bắc Chu, trả lại người con trai duy nhất còn sống là Trần Xương và cháu trai Trần Húc, và mặc dù Bắc Chu hứa sẽ làm vậy, nhưng họ thực tế đã không trả lại trong suốt thời gian Vũ Đế tại vị.
Các hoàng đế nhà Trần, bao gồm cả Trần Bá Tiên, tuyên bố mình là hậu duệ của Đế Thuấn.

## Các hoàng đế
| Miếu hiệu (庙号) | Thụy hiệu (谥号)                           | Họ Tên                | Trị vì   | Niên hiệu, thời gian sử dụng                     |
| ---------------- | ------------------------------------------ | --------------------- | -------- | ------------------------------------------------ |
| Thái Tổ (太祖)   | Cảnh Hoàng Đế (景皇帝)                     | Trần Văn Tán (陈文赞) | truy tôn |                                                  |
| Cao Tổ (高祖)    | Vũ Hoàng Đế (武皇帝)                       | Trần Bá Tiên (陈霸先) | 557-559  | Vĩnh Định (永定) 557-559                         |
| Thế Tổ (世祖)    | Văn Hoàng Đế (文皇帝)                      | Trần Thiến (陈蒨)     | 559-566  | Thiên Gia (天嘉) 559-566 Thiên Khang (天康) 566  |
| Không có         | Không có                                   | Trần Bá Tông          | 566-568  | Quang Đại (光大) 567-568                         |
| Cao Tông (高宗)  | Hiếu Tuyên Hoàng Đế (孝宣皇帝)             | Trần Húc              | 569-582  | Thái Kiến (太建) 569-582                         |
| Không có         | Trường Thành Huyện Dương Công (长城县炀公) | Trần Thúc Bảo         | 582-589  | Chí Đức (至德) 583-587 Trinh Minh (祯明) 587-589 |

## Thế phả nhà Trần
|                                             |                                             |                                             |                                             |                                             |                                             |  |  | Trần Cảnh Đế Trần Văn Tán                     |                                               |                                               |                                               |                                               |                                               |  |  |                                        |                                        |                                        |                                        |                                        |                                        |  |  |  |  |
|                                             |                                             |                                             |                                             |                                             |                                             |  |  |                                               |                                               |                                               |                                               |                                               |                                               |  |  |                                        |                                        |                                        |                                        |                                        |                                        |  |  |  |  |
|                                             |                                             |                                             |                                             |                                             |                                             |  |  |                                               |                                               |                                               |                                               |                                               |                                               |  |  |                                        |                                        |                                        |                                        |                                        |                                        |  |  |  |  |
| Thủy Hưng Chiêu Liệt vương Trần Đạo Đàm     | Thủy Hưng Chiêu Liệt vương Trần Đạo Đàm     | Thủy Hưng Chiêu Liệt vương Trần Đạo Đàm     | Thủy Hưng Chiêu Liệt vương Trần Đạo Đàm     | Thủy Hưng Chiêu Liệt vương Trần Đạo Đàm     | Thủy Hưng Chiêu Liệt vương Trần Đạo Đàm     |  |  |                                               |                                               |                                               |                                               |                                               |                                               |  |  | (1)Trần Vũ Đế Trần Bá Tiên 503-557-559 | (1)Trần Vũ Đế Trần Bá Tiên 503-557-559 | (1)Trần Vũ Đế Trần Bá Tiên 503-557-559 | (1)Trần Vũ Đế Trần Bá Tiên 503-557-559 | (1)Trần Vũ Đế Trần Bá Tiên 503-557-559 | (1)Trần Vũ Đế Trần Bá Tiên 503-557-559 |  |  |  |  |
| Thủy Hưng Chiêu Liệt vương Trần Đạo Đàm     | Thủy Hưng Chiêu Liệt vương Trần Đạo Đàm     | Thủy Hưng Chiêu Liệt vương Trần Đạo Đàm     | Thủy Hưng Chiêu Liệt vương Trần Đạo Đàm     | Thủy Hưng Chiêu Liệt vương Trần Đạo Đàm     | Thủy Hưng Chiêu Liệt vương Trần Đạo Đàm     |  |  |                                               |                                               |                                               |                                               |                                               |                                               |  |  | (1)Trần Vũ Đế Trần Bá Tiên 503-557-559 | (1)Trần Vũ Đế Trần Bá Tiên 503-557-559 | (1)Trần Vũ Đế Trần Bá Tiên 503-557-559 | (1)Trần Vũ Đế Trần Bá Tiên 503-557-559 | (1)Trần Vũ Đế Trần Bá Tiên 503-557-559 | (1)Trần Vũ Đế Trần Bá Tiên 503-557-559 |  |  |  |  |
|                                             |                                             |                                             |                                             |                                             |                                             |  |  |                                               |                                               |                                               |                                               |                                               |                                               |  |  |                                        |                                        |                                        |                                        |                                        |                                        |  |  |  |  |
| (2)Trần Văn Đế Trần Thiến 522-559-566       | (2)Trần Văn Đế Trần Thiến 522-559-566       | (2)Trần Văn Đế Trần Thiến 522-559-566       | (2)Trần Văn Đế Trần Thiến 522-559-566       | (2)Trần Văn Đế Trần Thiến 522-559-566       | (2)Trần Văn Đế Trần Thiến 522-559-566       |  |  | (4)Trần Tuyên Đế Trần Húc 530-569-582         | (4)Trần Tuyên Đế Trần Húc 530-569-582         | (4)Trần Tuyên Đế Trần Húc 530-569-582         | (4)Trần Tuyên Đế Trần Húc 530-569-582         | (4)Trần Tuyên Đế Trần Húc 530-569-582         | (4)Trần Tuyên Đế Trần Húc 530-569-582         |  |  |                                        |                                        |                                        |                                        |                                        |                                        |  |  |  |  |
| (2)Trần Văn Đế Trần Thiến 522-559-566       | (2)Trần Văn Đế Trần Thiến 522-559-566       | (2)Trần Văn Đế Trần Thiến 522-559-566       | (2)Trần Văn Đế Trần Thiến 522-559-566       | (2)Trần Văn Đế Trần Thiến 522-559-566       | (2)Trần Văn Đế Trần Thiến 522-559-566       |  |  | (4)Trần Tuyên Đế Trần Húc 530-569-582         | (4)Trần Tuyên Đế Trần Húc 530-569-582         | (4)Trần Tuyên Đế Trần Húc 530-569-582         | (4)Trần Tuyên Đế Trần Húc 530-569-582         | (4)Trần Tuyên Đế Trần Húc 530-569-582         | (4)Trần Tuyên Đế Trần Húc 530-569-582         |  |  |                                        |                                        |                                        |                                        |                                        |                                        |  |  |  |  |
| (3)Trần Phế Đế Trần Bá Tông 554-566-568-570 | (3)Trần Phế Đế Trần Bá Tông 554-566-568-570 | (3)Trần Phế Đế Trần Bá Tông 554-566-568-570 | (3)Trần Phế Đế Trần Bá Tông 554-566-568-570 | (3)Trần Phế Đế Trần Bá Tông 554-566-568-570 | (3)Trần Phế Đế Trần Bá Tông 554-566-568-570 |  |  | (5)Trần Hậu Chủ Trần Thúc Bảo 553-582-589-604 | (5)Trần Hậu Chủ Trần Thúc Bảo 553-582-589-604 | (5)Trần Hậu Chủ Trần Thúc Bảo 553-582-589-604 | (5)Trần Hậu Chủ Trần Thúc Bảo 553-582-589-604 | (5)Trần Hậu Chủ Trần Thúc Bảo 553-582-589-604 | (5)Trần Hậu Chủ Trần Thúc Bảo 553-582-589-604 |  |  |                                        |                                        |                                        |                                        |                                        |                                        |  |  |  |  |